# Franz Fleischer
Franz Fleischer (ur. 8 czerwca 1858 w Elblągu, zm. 16 lutego 1924 w Berlinie) – warmiński duchowny katolicki, doktor teologii, profesor szkół średnich w Lidzbarku Warmińskim i w Braniewie.

## Życiorys

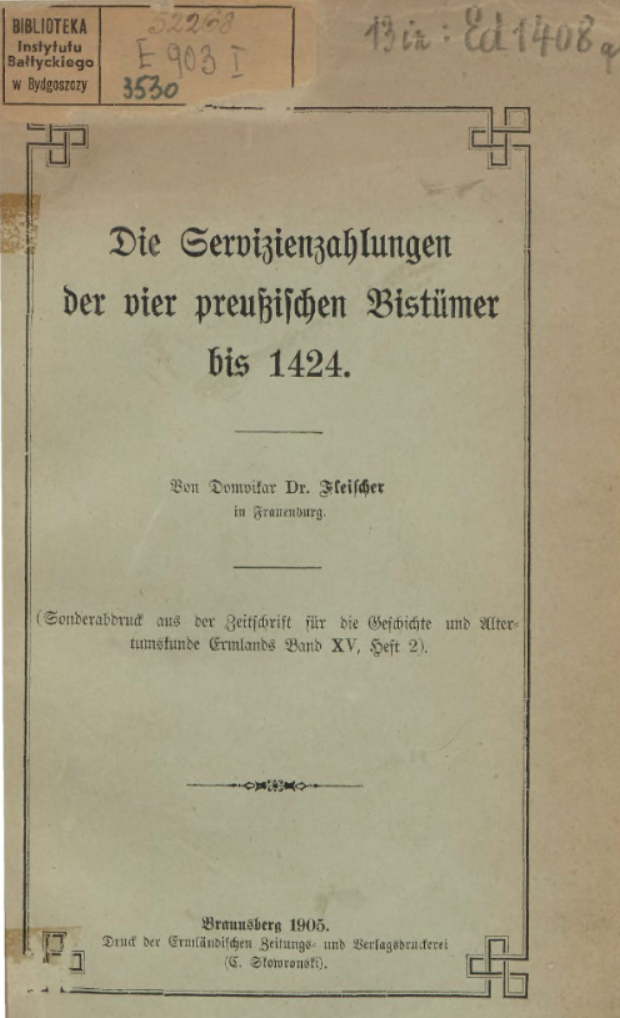
Die Servizienzahlungen der vier preußischen Bistümer bis 1424

Urodził się w Elblągu jako syn mistrza cukierniczego Franza i Theresy z d. Hohmann. Miał cztery młodsze siostry. Gdy miał 11 lat, umarł jego ojciec. Franz ukończył gimnazjum w Elblągu, uzyskując maturę z bardzo dobrymi wynikami. Od wiosny 1878 rozpoczął studia filozoficzno-teologiczne w seminarium duchownym w Braniewie. Po zamknięciu seminarium wskutek zawirowań religijnych w Braniewie (Braunsberger Wirren) przeniósł się do seminarium w Eichstätt, w którym 23 lipca 1882 przyjął święcenia kapłańskie. Następnie powrócił do diecezji warmińskiej. Posługiwał kolejno w 9 parafiach. Jako neoprezbiter od 1882 do września 1883 w parafii w Kiwitach. Następnie przez krótki okres był wikariuszem w Grzędzie i w Świętej Lipce. 20 kwietnia 1884 mianowano go wikariuszem w parafii w Krekolach, a już 1 października tegoż roku skierowano go do Świerk. 13 maja 1885 został mianowany wikariuszem w Długoborze, od 21 listopada tegoż roku był wikariuszem w Unikowie. 25 paździerrnika 1886 objął funkcję drugiego wikariusza parafii w Olsztynie. 20 marca 1891 został mianowany drugim wikariuszem w Ornecie, a od 12 grudnia pierwszym. 24 marca 1892 został wikariuszem katedry we Fromborku. 16 czerwca 1897 został katedralnym mistrzem ceremonii (magister ceremoniarum). W 1899 uzyskał na Uniwersytecie we Fryburgu Bryzgowijskim stopień doktora teologii. W 1902 kapituła warmińska przyznała mu stypendium im. Jana Preucka na dalsze studia w Rzymie. W 1904 był jednym z kandydatów do objęcia katedry historii w Królewskiej Akademii w Braniewie (stanowisko to otrzymał jednak Hugo Koch). 12 września 1907 ustąpił z urzędu wikariusza katedralnego, zostając rezydentem przy parafii w Lidzbarku Warmińskim. W latach 1909–1919 pracował również jako nauczyciel w miejscowym gimnazjum. W 1919 przeniósł się do Braniewa, gdzie pracował jako nauczyciel w gimnazjum do przejścia na emeryturę w maju 1922. Zmarł 16 lutego 1924 w Berlinie.
Od 1894 pozostawał zaangażowanym członkiem Warmińskiego Towarzystwa Historycznego, przez 30 lat był członkiem zarządu Towarzystwa, w Zeitschrift für die Geschichte und Altertumskunde Ermlands opublikował szereg prac historycznych. Otaczał troską bibliotekę i archiwum katedralne we Fromborku. W 1916 otrzymał tytuł profesora.

## Publikacje (wybór)
- Bischof Heinrich IV. Heilsberg von Vogelsang, ZGAE 1899
- Die Servizienzahlungen der vier preußischen Bistümer bis 1424, Braniewo 1905[5]
- Franz Liedtke (1855–1906), ZGAE 1910
- Alltagsleben auf Schloss Heilsberg im Mittelalter, ZGAE, Bd. 18, 1913[6]
- Führer durch Frauenburg, Elbląg 1921
- Der Kirchenraub in Gnojau, ZGAE 1923